# Antoni Bohdanowicz
Antoni Bogdanowicz (ur. 4 listopada 1858 w Jaziewie koło Augustowa, zm. 28 listopada 1928 w Warszawie) – lekarz urolog, mąż artystki malarki Anny Bilińskiej-Bohdanowiczowej.

## Życiorys
Antoni Edmund Stanisław Bohdanowicz był synem Teofila Bogdanowicza i Anastazji Bohdanowicz z domu Mocarskiej. Ukończył gimnazjum w Mariampolu, później rozpoczął studia w Łomży, a następnie wstąpił na Uniwersytet Warszawski, z którego zmuszony był odejść z powodu konfliktu z kustoszem Warszawskiego Okręgu Naukowego. 
Około 1882 przeniósł się na Uniwersytet Paryski i zaczął studiować medycynę. W Paryżu, aby się utrzymać podjął pracę jako retuszer w paryskim studio fotograficznym (opuścił dom ze 120 rublami w kieszeni, co przy ówczesnym kursie rubla było prawie zerowe). Wybrał specjalizację z urologii, również była autorem licznych prac naukowych z tego tematu, podejmował też próby pisarskie niezwiązane z medycyną.
W tym czasie przyjaźnił się z rodziną Mickiewiczów, poznał też malarkę Annę Bilińską, swoją późniejszą żonę. Zamieszkał w tej samej kamienicy co ona.
W czerwcu 1892 odbył się ich ślub. Świadkami w imieniu panny młodej byli: Władysław Mickiewicz; najstarszy syn Adama Mickiewicza i płk Józef Galenzowski, uczestnik powstania styczniowego. W imieniu pana młodego dwaj koledzy dr Noel Gale i dr Joachim Albaran. Było to na tyle publiczne wydarzenie, że wspominał o nim nawet paryski „Le Figaro”. Po ślubie Bohdanowiczowie przenieśli się do Warszawy, gdzie Anna zamierzała otworzyć szkołę artystyczną. Plany te przerwała nagła śmierć artystki w 1893. Po śmierci żony wyjechał do Santa Rosalia w Meksyku i pracował jako lekarz w kopalni miedzi del Boleo. Po powrocie z Meksyku osiadł w Aviz, po 2-3 latach przeniósł się do Biarritz. W latach 1901–1903 przebywał w Nicei.
Kiedy wybuchła w 1914 I wojna światowa miał 56 lat i był w tym czasie już starszym mężczyzną. Ale mimo to już początku wojny wstąpił do armii francuskiej jako lekarz-oficer; najpierw przydzielony Deanowi, później na front pod Verdun, a następnie na statek „Britain”, który transportował wojska przez Morze Śródziemne do Salonik. Kierował także szpitalem nr 75 w Nicei (lub Cannes), a później otrzymał najwyższe francuskie odznaczenie wojskowe – Krzyż Wojenny i Medal Pamiątkowy Wielkiej Wojny. Po tym został przeniesiony do Armii Ochotniczej gen. Józefa Hallera, z którą powrócił do ojczyzny w stopniu majora.
Był naczelnym lekarzem Zgromadzenia Centralnego (odpowiednik wojskowego urzędu meldunkowego i zaciągowego) w Krakowie, potem pracował w Łomży i Sieradzu. Był ordynatorem szpitala w Maciejowicach. Często odwiedzał też brata Zygmunta Bohdanowicza w Tykocinie.
Antoni Bohdanowicz wydał kilka książek, w tym: „Dla chorych i zdrowych” Warszawa 1902, wspomnienia z Meksyku „W szpitalu”, „Błędny ognik” oraz „Wspomnienia Meksykańskie”, Warszawa 1902. Własnym nakładem wydał książkę pt. „Anna Bilińska podług jej dziennika, listów i recenzyj prasy” Warszawa 1928.
Zmarł w Szpitalu Ujazdowskim w Warszawie 28 listopada 1928. Został pochowany do grobu żony na cmentarzu Powązkowskim w Warszawie (kwatera 10-1-17).